# Sauro Tomà
Sauro Tomà (* 4. Dezember 1925 in La Spezia, Italien; † 10. April 2018 in Turin) war ein italienischer Fußballspieler.
Sauro Tomà war von 1945 bis 1946 bei Vogherese in der Serie B im Einsatz. Anschließend verbrachte er eine Saison bei Spezia Calcio, bevor es ihn zum AC Turin zog, wo der Verteidiger von 1947 bis 1951 in Diensten stand. 1948 und 1949 gewann er mit der Mannschaft die italienische Meisterschaft. Tomà war zusammen mit Ersatztorwart Renato Gandolfi und Mittelfeldspieler Luigi Giuliano einer von drei Spielern der Mannschaft des Grande Torino, die vom Flugunfall von Superga am 4. Mai 1949 nicht betroffen waren – wegen einer Knieverletzung hatte er die Reise nicht angetreten. In der Saison 1951/52 spielte er für Brescia Calcio. Seine Karriere ließ er beim AS Bari ausklingen, wo er von 1953 bis 1955 in der Serie D und Serie C auflief. Im Jahr 1955 beendete Tomà seine Karriere als Fußballspieler.